# ألبرت جان فان دن بيرغ
ألبرت جان فان دن بيرغ (بالهولندية: Albert Jan van den Berg)‏ هو محامي هولندي، ولد في 14 يونيو 1949.